# اتحادیه کوشولیا
اتحادیه کوشولیا (به لاتین: Kushulia Union) یک منطقهٔ مسکونی در بنگلادش است که در Kaliganj Upazila, Satkhira District واقع شده‌است.